# Kamenárka
Kamenárka – pomnik przyrody zlokalizowany na Morawach, w północno-zachodniej części Republiki Czeskiej, w miejscowości Štramberk.
Rezerwat obejmuje nieużywany, dwupiętrowy kamieniołom wapienia usytuowany u południowych podnóży Białej Góry (czes. Bílá hora, 557 m n.p.m.), z oczkiem wodnym zwanym Srebrnym Jeziorkiem (czes. Stříbrné jezírko), na terenie którego wykształciła się cenna szata roślinna i żyją rzadkie gatunki zwierząt. Teren chroniony obejmuje 4,46 hektara na wysokości 450–480 m n.p.m. Jako pomnik przyrody ustanowiony w 2001. Wapień wydobywano tutaj już w średniowieczu. Ostatecznie wydobycia poniechano w 1880 roku. W blokach skalnych znajdują się liczne skamieniałości. Faunę reprezentują m.in.: traszka zwyczajna, rzekotka drzewna, żaba trawna, ropucha zielona, zaskroniec zwyczajny, jaszczurka murowa, jaszczurka zwinka, podłatczyn szary (rzadki owad prostoskrzydły), czy siwoszek błękitny. W latach 80. XX wieku reintrodukowano tutaj endemiczną odmianę niepylaka apollo - Parnassius apollo strambergensis, wcześniej wymarłą w rejonie pobliskiej jaskini Šipka (w latach 1982-1992 Czeski Związek Ochrony Przyrody prowadził te działania). Reprezentanci flory to m.in. smagliczka kielichowata, pięciornik wiosenny, wiosnówka pospolita, kostrzewa popielata, perłówka orzęsiona, lucerna kolczastostrąkowa, przegorzan kulisty, żmijowiec zwyczajny, bez hebd oraz powojnik pnący.
Przy północnym krańcu strefy chronionej rośnie „Lipa u Panny Marie”, wysoki na 20 metrów okaz lipy drobnolistnej o obwodzie pnia 250 cm, również objęty ochroną.
W położonym ok. 100 m dalej na południowy wschód drugim wyrobisku wapienne ściany wykorzystywane są do wspinaczki. Do najciekawszych formacji należą Kozia Ścianka (czes. Kozi stěnka) oraz 15-metrowej wysokości Wanów Kamień (czes. Vánův kámen), pod którym w 1695, w czasie wiejskiego powstania antyfeudalnego, miało miejsce zgromadzenie około 1500 chłopów z państwa hukwaldzkiego.